# Trận Fehrbellin
Trận Fehrbellin diễn ra vào ngày 18 tháng 6 năm 1675, khi quân đội Thụy Điển tấn công Brandenburg trong Chiến tranh Scandinavia. Tại đây 6 nghìn quân Brandenburg do lãnh chúa Friedrich Wilhelm I trực tiếp chỉ huy đã đánh bại 1,1 vạn quân Thụy Điển do thống chế Waldemar Wrangel chỉ huy. Mặc dù quy mô trận đánh và thiệt hại của hai bên là không quá lớn, kết quả trận Fehrbellin cùng với trận Warszawą năm 1656 đã góp phần xác định vai trò của Brandenburg như một cường quốc quân sự Bắc Âu thời bấy giờ, đồng thời đặt nền tảng cho sự hình thành của quân đội Phổ. Đây cũng là thất bại lớn đầu tiên của quân đội Thụy Điển sau nhiều năm bách chiến bách thắng trên các chiến trường ở Tây Âu và Bắc Âu.